# 小行星1014
小行星1014（1014 Semphyra）是一颗围绕太阳公转的小行星。
該小行星以俄羅斯文學家亞歷山大·普希金的長詩《茨岡人》的角色賽姆菲拉（Semphyra）命名。

## 参数
这颗小行星的绝对星等为12.1等，自转周期为5.636小时。